# Riverstone, New South Wales
Riverstone (/rɪvərstoʊn/) este o suburbie a orașului Sydney din statul New South Wales, Australia. Riverstone este situat la 48 de kilometri nord-vest de centrul de afaceri al orașului Sydney, în zona de administrație locală Blacktown și face parte din regiunea Greater Western Sydney. Inițial colonizat în 1803 ca parte a unei ferme de animale guvernamentale, Riverstone este unul dintre cele mai vechi orașe din Australia.
Conform recensământului din 2016, Riverstone avea o populație estimată de 7.248 de locuitori.

## Istorie
Înainte de colonizarea Australiei, zona care avea să devină cunoscută sub numele de Riverstone era locuită de tribul Darug. Majoritatea acestor oameni au murit din cauza bolilor introduse după sosirea Primei Flote, iar restul au fost în mare parte relocați în ferme guvernamentale și o serie de așezări.
Regiunea Sydney Cove, colonizată inițial în 1788, s-a dovedit a fi nepotrivită pentru agricultură și, după câțiva ani de foamete aproape permanentă în colonie, s-au făcut eforturi pentru relocarea producției de alimente în interior, în regiuni cu un climat sperat a fi mai stabil. În 1803, o fermă guvernamentală de animale a fost înființată în ceea ce avea să devină zona Riverstone/Marsden Park, pe baza aprovizionării abundente cu apă și a terenurilor bune pentru pășunat.
În 1804, infama rebeliune a condamnaților din Castle Hill a izbucnit în apropiere de Castle Hill. Cei care au participat la revolta armată a condamnaților și au încercat să scape spre Hawkesbury ar fi traversat districtul Riverstone.
În 1810, locotenent-colonelul Maurice Charles O'Connell a primit 2.500 de acri (10 km²) de teren în district, pe care l-a numit "Riverston Farm", după locul său de naștere din Irlanda. (Litera "e" de la sfârșit a apărut pentru prima dată pe orarele feroviare din anii 1860, aparent o greșeală de tipar care a devenit ortografia acceptată, deși în regiunea Sydney numele este încă pronunțat ca și cum "e" nu ar fi prezent).
Inițial, vitele crescute în zonă erau conduse peste uscat spre râul Hawkesbury pentru a fi transportate cu nave cu pânze către colonia de condamnați din Sydney Cove. Construcția liniei de cale ferată Sydney-Richmond în 1864 a eliminat această necesitate și a deschis regiunea pentru dezvoltare non-rurală. O importantă fabrică de carne a fost înființată acolo în 1878, trecând prin diverse etape de reconstrucție și extindere până la închiderea sa definitivă în 1992.
În 1970, un incendiu major la Riverstone Meatworks a ucis șase oameni care încercau să conducă animalele în siguranță.
În 1988, ca parte a unui program guvernamental federal pentru a comemora a 200-a aniversare a colonizării europene în Australia, a fost înființat un muzeu de patrimoniu în vechea sală masonică.
În Riverstone, a avut loc o inundație majoră în 1961 și din nou în 2021. Inundația din 2021 a făcut ca unele case de pe Marsden Road să fie complet scufundate.
Granițele suburbiei Riverstone au fost schimbate în noiembrie 2020, reducând dimensiunea suburbiei și creând noile suburbii Grantham Farm în est și Richards și Angus în vest. Suburbia nu mai includea zona din localitatea guvernamentală Hawkesbury, aceste zone fiind absorbite în suburbia Vineyard.

## Listări de patrimoniu
Riverstone are o serie de situri listate ca patrimoniu, inclusiv:
- Gara Riverstone[7]
- Reședința gării
- Clădirea Moscheii Riverstone

## Dezvoltări
Mary O'Connell, anterior Putland, născută Bligh, a murit în 1864. Domeniul ei a fost eventual vândut, inclusiv cea mai mare parte a grantului inițial de la guvernatorul Lachlan Macquarie. Ulterior, a fost stabilit un model de străzi care se intersectează, majoritatea fiind numite după străzi celebre din Londra (de exemplu, Piccadilly Street, Gladstone Parade etc.). Când linia feroviară a fost extinsă de la Blacktown la Richmond, o gară a fost construită în Riverstone, deschizându-se în 1864. Alte infrastructuri au fost construite, cum ar fi o școală, biserici, hoteluri și magazine. Se presupunea că Riverstone urma să devină un centru regional important, dar acest lucru nu s-a materializat.
Majoritatea loturilor au fost în cele din urmă utilizate pentru locuințe suburbane, dar câteva dintre blocurile originale din anii 1880 rămân vacante până în prezent. Riverstone Terrace, construit în 1883, este o relicvă curioasă a anticipatului boom demografic din secolul al XIX-lea. Acesta trebuia să fie primul dintr-un șir de unități de locuințe de înaltă densitate care ar fi urmat să se întindă pe lungimea Garfield Road. Cu toate acestea, acest bloc singular și mica unitate de lângă el au fost singurele construite vreodată. Mulți ani, vederea unui bloc de locuințe de înaltă densitate situat într-un câmp gol din mediul rural a rămas un reper local bizar.
Riverstone a rămas un mic oraș de țară până la începutul secolului XXI, când boom-ul imobiliar actual l-a înghițit ca parte a extinderii urbane. Zone mari de teren agricol au fost recent (2014) eliberate pentru construcții de locuințe în Riverstone și suburbiile înconjurătoare. Pe partea sa nordică, Riverstone încă are o zonă industrială mare și prosperă. Fermele avicole și grădinile de legume intensive sunt, de asemenea, activități importante în zonă.

## Populație
Conform recensământului populației din 2016, în Riverstone erau 7.247 de persoane.
- Persoanele aborigene și din Insulele Torres Strait reprezentau 4,5% din populație.
- 74,3% dintre persoane s-au născut în Australia. Următoarele cele mai comune țări de naștere erau India 2,0%, Filipine 1,8%, Anglia 1,8% și Noua Zeelandă 1,4%.
- 78,2% dintre persoane vorbeau numai engleză acasă. Alte limbi vorbite acasă includeau malteza cu 1,5%.
- Cele mai comune răspunsuri pentru religie au fost catolicismul 29,5%, fără religie 20,7% și anglicanismul 18,7%.

## Școli
În prezent, în Riverstone există două școli publice: Riverstone High School (fondată în 1963) și Riverstone Public School (fondată în 1882). Inițial, școala funcționa pe locația actuală a Muzeului. Timp de mulți ani, departamentul pentru copii mici și școala primară erau în clădiri separate, dar acum sunt amplasate pe același teren în Elizabeth Street. Riverstone mai are și trei școli private: St Johns Catholic Primary School (fondată în 1950), Norwest Christian College (1980) (cunoscut anterior sub numele de Coverdale Christian School) și Australian Christian College. ACC are două componente: școala de zi pe campus și școala de educație la distanță, care deservesc elevii educați acasă din întreaga New South Wales.

## Biserici
- Biserica Baptistă Riverstone -[13] colțul străzilor McCulloch și Regent
- Biserica Comunitară Riverstone -[14] colțul străzilor Garfield Road East și Hamilton
- Biserica Anglicană Riverstone (St. Pauls) -[15] 19 Elizabeth Street
- Biserica Unită Riverstone - colțul străzilor Oxford și Garfield Road East
- Biserica Catolică St. John - colțul străzilor Garfield Road East și McCulloch
- Biserica Voice of Victory - Centrul Sam Lane, strada Park
- Biserica Presbyteriană Liberă - colțul străzilor Oxford și Regent

## Transport

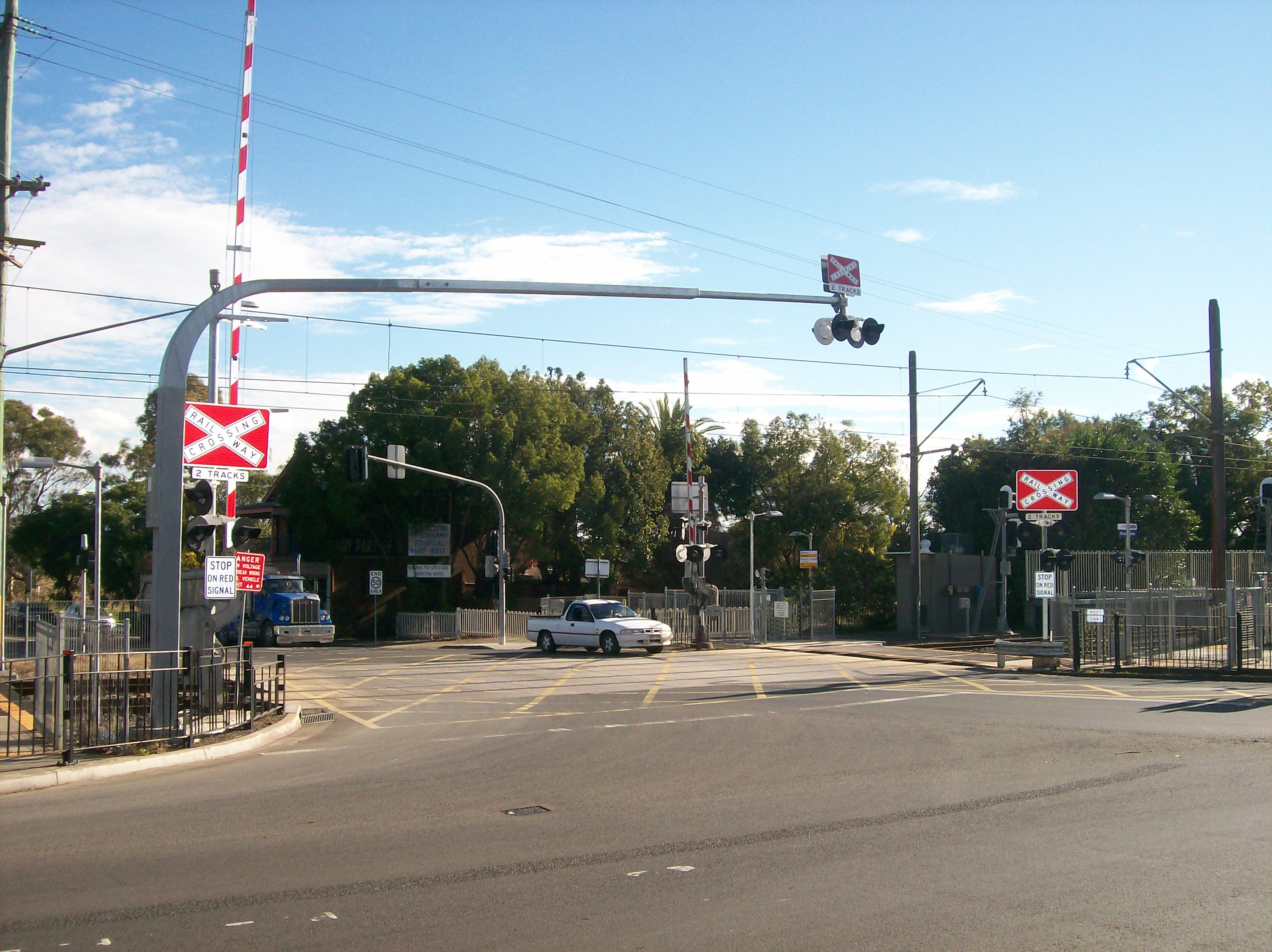
Trecerea la nivel cu calea ferată de la stația de tren Riverstone

Riverstone se află între Drumul Richmond, care merge de la Blacktown la Richmond, și Drumul Windsor, care merge de la Windsor la North Parramatta.
Gara Riverstone este situată pe ramura Richmond a căii ferate. De la răsărit până aproape de miezul nopții, trenurile de navetiști către Sydney pleacă la intervale de aproximativ 30 de minute, în majoritatea cazurilor coincizând cu sosirea unui tren dinspre Sydney. Acestea opresc timp de două minute, deoarece următoarea stație, Vineyard, are o singură platformă. După aceea, trec pe un program orar. În funcție de ora zilei, serviciile de tren care trec prin Riverstone oferă diferite numere de opriri "limitate" către CBD-ul din Sydney, majoritatea continuând apoi peste Sydney Harbour Bridge către linia North Shore și Hornsby sau Berowra. În afara stațiilor din oraș, transferul la cele mai multe alte linii se poate face ușor la Strathfield, Redfern sau Parramatta, și alte opriri care oferă mai puține opțiuni. Călătoria în orele de vârf de la Riverstone la Central durează puțin peste o oră, și încă 20 de minute până la destinația populară Chatswood. Autobuzele de la Riverstone sunt operate de Busways, ruta 757 merge către Mount Druitt și 747 către Marsden Park și Rouse Hill.
Dezvoltările la semafoarele de la intersecția cu Garfield Rd, în apropierea Gării de Cale Ferată, au cauzat perturbări masive ale traficului.
Riverstone este unul dintre puținele suburbi rămase în regiunea Sydney care are o trecere la nivel cu bariere vechi. Această priveliște către vest, spre câmpurile inundabile neamenajate, este populară printre realizatorii de filme și reclame TV din Sydney ca locație pentru o mică stație de cale ferată de țară. Scena finală de despărțire din filmul "Beneath Clouds" a fost filmată acolo.
Autostrada M7 poate fi accesată prin rampa de pe Drumul Richmond pentru a asigura acces mai rapid de la Riverstone către oraș. Riverstone și suburbiile învecinate au o legătură continuă cu autostrada către Aeroportul Sydney prin Tunelul Lane Cove.
Stația de metrou Tallawong este situată la doar 10 minute cu mașina de centrul orașului Riverstone.

## Rețeaua Națională de Bandă Largă (NBN)
Riverstone a fost numită ca unul dintre locațiile din a doua serie în implementarea rețelei naționale de bandă largă cu fibră optică (National Broadband Network - NBN). Începând cu martie 2014, majoritatea străzilor rezidențiale din Riverstone au fost echipate cu cablu NBN.